# Lockheed XFM-2
El Lockheed XPB-3, más tarde designado XFM-2 (PB- Pursuit, Biplace (Persecución, Biplaza)/FM- Fighter, Multi-seat (Caza, Multiplaza)), fue un propuesto caza pesado estadounidense, desarrollado por la Lockheed Corporation a mitad de los años 30 del siglo XX. Destinado a ser un caza pesado y destructor de bombarderos operado por el Cuerpo Aéreo del Ejército de los Estados Unidos, no consiguió ganar un contrato para construir un prototipo, prefiriéndose el Bell YFM-1 Airacuda.

## Diseño y desarrollo
Dada la designación Model 11 de Lockheed, el XFM-2 fue desarrollado en respuesta a un requerimiento del Cuerpo Aéreo del Ejército de los Estados Unidos por un pesado "destructor de bombarderos" bimotor. Designado originalmente como XPB-3 en la categoría Pursuit, Biplace, fue redesignado XFM-2 por Fighter, Multiplace al principio de su desarrollo. Destinado a ser propulsado por dos motores sobrealimentados Allison V-1710, el avión fue diseñado para llevar un armamento de dos cañones de 37 mm, uno montado en una torreta de morro y el otro en una torreta dorsal, detrás de la cabina.
El XFM-2 presentaba una configuración de tren de aterrizaje triciclo, y era un monoplano de ala media del tamaño aproximado de un bombardero medio. El empenaje presentaba una disposición de cola doble. Aunque el diseño del XFM-2 fue evaluado favorablemente por el Cuerpo Aéreo, el Bell YFM-1 Airacuda fue seleccionado para cubrir el requerimiento de destructor de bombarderos, por lo que no se realizaron más trabajos en el XFM-2.

## Aeronaves relacionadas

### Aeronaves similares
- Bell YFM-1 Airacuda

### Secuencias de designación
- Secuencia Numérica (interna de Lockheed): ← 8D - 9 - 10 - 11 - 12 - 14 - 15 →
- Secuencia PB-_ (Cazas (Pursuit) Biplaza, del USAAC, 1935-1941): PB-1 - PB-2 - PB-3
- Secuencia FM-_ (Cazas Multiplaza del USAAC, 1936-1941): FM-1 - FM-2